# Edward Krzyżanowski
Edward Krzyżanowski (zm. 11 grudnia 1909 w Wiedniu) – polski lekarz, znany balneolog, autor popularnych dzieł medycznych, działacz społeczny. C. k. radca, zastępca marszałka powiatowego, starszy lekarz miejski i kolejowy, obywatel honorowy miast Buczacza, Jazłowca. Pierwszy prezes Polskiego Towarzystwa Gimnastycznego „Sokół” w Buczaczu.

## Życiorys

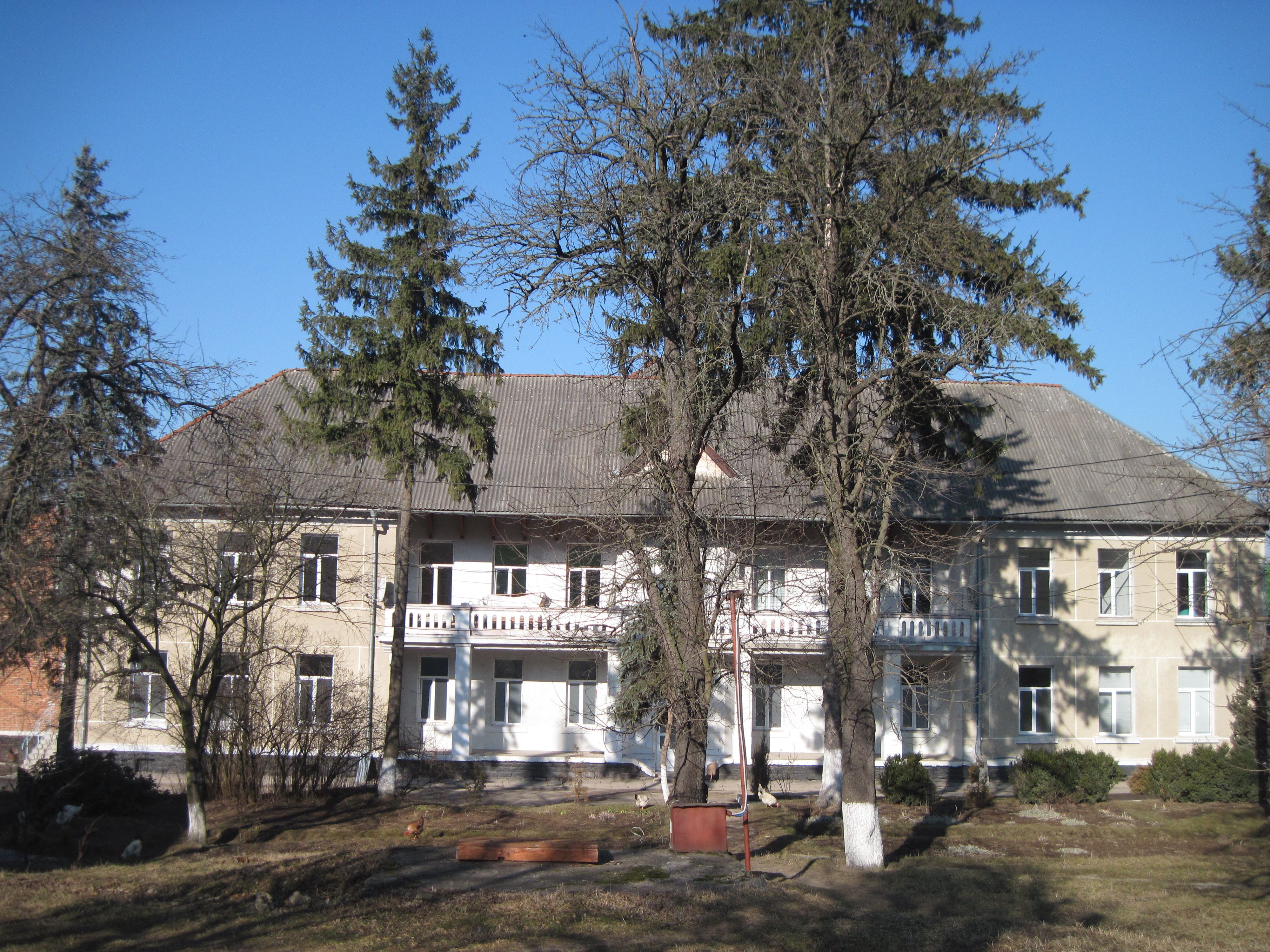
Były szpital powiatowy w Buczaczu

Był inicjatorem budowy i dyrektorem szpitala powiatowego w Buczaczu. Pod koniec XIX wieku przy pomocy Edwarda Krzyżanowskiego prowadzone wykopaliska na zamku w Buczaczu. W szczególności, wykopali pocisk o masie 200 kg, dwojga – po 50 funtów, jeszcze dwojga – po 15 funtów (ostatnie były wmurowane w zewnętrznej ścianie kościoła Wniebowzięcia NMP z napisem: „Od ataków tatarskich”). Przyczynił się do napisania przez ks. Sadoka Barącza wywiadu «Pamiątki buczackie». Przez długie lata pracował jako lekarz zdrojowy w Truskawcu.
W 1884 – lekarz miejski w Buczaczu. W kwietniu 1887 uczestniczył w obchodach z powodu jubileuszu dr. Alfreda Biesiadeckiego we Lwowie. Na jego wniosek uczestnicy obchodu złożyli przeszło 200 guldenów na zakup akcji poznańskiego banku ziemskiego, mienia jubilata. Kwota miała być uzupełniona do potrzebnej wysokości dalszymi składkami. W grudniu 1888 złożył datek na Towarzystwo opieki nad weteranami z roku 1831.
Po ukonstytuowaniu z początkiem 1895 Polskiego Towarzystwa Gimnastycznego „Sokół” w Buczaczu został wybrany jego prezesem. W 1907 wzmiankowany jako zastępca prezesa Wydziału powiatowej kasy oszędności w Buczaczu.
Napisał (po polsku i ukraińsku) dzieło medyczne „Przeciw cholerze” („Katechizm choleryczny czyli Co robić podczas cholery?”), które zostało wydane w 1892 przez Komitet wydawnictwa dziełek ludowych we Lwowie. W 1900 w Buczaczu wydał „Poradnik dla leczących się w Truskawcu” (wydanie II).
28 lipca 1892 na mocy uchwały Rady gminnej w Buczaczu otrzymał honorowe obywatelstwo m. Buczacza wraz z miejscowym starostą powiatowym Emilem Schuttem za zasługi dla miasta, w szczególności za starania w sprawie otwarcia C. K. Państwowego Gimnazjum w Buczaczu. W listopadzie 1901 cesarz nadał mu tytuł radcy cesarskiego.
Zmarł w szpitalu powszechnym w Wiedniu. Został pochowany na miejskim cmentarzu w Buczaczu, gdzie jest dość dobrze zachowany jego nagrobek obok kaplicy grobowej hrabiów Kajetana i Pawła Potockich.